# Аји сир Ноа
Аји сир Ноа (фр. Ailly-sur-Noye) насеље је и општина у североисточној Француској у региону Пикардија, у департману Сома која припада префектури Мондидје.
По подацима из 2011. године у општини је живело 2847 становника, а густина насељености је износила 112,31 становника/km². Општина се простире на површини од 25,35 km². Налази се на средњој надморској висини од 57 метара (максималној 143 m, а минималној 43 m).

## Демографија
| 1962. | 1968. | 1975. | 1982. | 1990. | 1999. | 2011. |
| ----- | ----- | ----- | ----- | ----- | ----- | ----- |
| 1.931 | 2.008 | 2.134 | 2.596 | 2.647 | 2.643 | 2.847 |

График промене броја становника у току последњих година